# مردگان متحرک (مجموعه تلویزیونی)
مردگان متحرک (به انگلیسی: The Walking Dead)، یک مجموعهٔ تلویزیونی آمریکایی در ژانر درام ترسناک پسا-آخرالزمانی است که بر پایهٔ کتاب کمیک به همین نام نوشتهٔ رابرت کرکمن، تونی مور و چارلی ادلرد ساخته شده‌است. گروه بازیگران این مجموعه نقش بازماندگان رستاخیز زامبی‌ها را ایفا می‌کنند که در تلاشند تا از حملات زامبی‌های مشهور به «واکر» زنده بمانند. با فروپاشی تمدن مدرن، این بازماندگان باید با دیگر بازماندگان که قوانین و اصول اخلاقی مختص به خودشان را دارا هستند، مقابله کنند که گاهی منجر به درگیری میان آن‌ها می‌شود.
اندرو لینکلن نقش اصلی ریک گرایمز را تا زمان جدایی او در پایان فصل نهم بازی کرد. نورمن ریدس، استیون ین، چندلر ریگز، ملیسا مک‌براید، لورن کوهن، دانای گوریرا، جاش مک‌درمیت، کریستین سراتوس، ست گیلیام، راس مارکواند و جفری دین مورگان از دیگر بازیگران دیرینهٔ این مجموعه هستند. مردگان متحرک توسط استودیوهای ای‌ام‌سی در ایالت جورجیا تولید شد و بخش عمدهٔ فیلم‌برداری در فضاهای بزرگ بیرونی استودیوهای ریوروود در نزدیکی سنویا، جورجیا انجام شد. این مجموعه در ابتدا از کمیکی نوشتهٔ فرانک دارابونت اقتباس شد که در فصل نخست نیز در مقام شورانر مجموعه فعالیت می‌کرد. با این حال، اختلافات بین دارابونت و ای‌ام‌سی او را مجبور به ترک این مجموعه کرد و منجر به شکایت‌های متعدد از سوی دارابونت و دیگران شد. گلن مازارا، اسکات ام. گیمپل و آنجلا کانگ نیز در مقام شورانر این مجموعه فعالیت کرده‌اند.
این مجموعه به صورت انحصاری از طریق ای‌ام‌سی در ایالات متحده پخش شد و پخش جهانی آن بر عهدهٔ گروه شبکه‌های فاکس و دیزنی پلاس بوده‌است. این مجموعه در ۳۱ اکتبر ۲۰۱۰ به نمایش درآمد و در ۲۰ نوامبر ۲۰۲۲ پس از یازده فصل و ۱۷۷ قسمت به پایان رسید. ای‌ام‌سی همچنین این مجموعه را به رسانه‌های وابسته‌ای توسعه داده‌است؛ این رسانه‌ها شامل اسپین‌آف‌های از مردگان متحرک بترسید (۲۰۱۵–۲۳)، مردگان متحرک: جهانی فراتر (۲۰۲۰–۲۱)، داستان‌های مردگان متحرک (۲۰۲۲)، مردگان متحرک: شهر مرده (۲۰۲۳–اکنون)، مردگان متحرک: دریل دیکسون (۲۰۲۳–اکنون) و مردگان متحرک: آن‌هایی که زنده‌اند (۲۰۲۴) و نیز چندین بازی ویدئویی می‌شوند.
مردگان متحرک مهم‌ترین مجموعهٔ شبکهٔ ای‌ام‌سی شد. با آغاز فصل سوم، این مجموعه اکثراً بینندگان ۱۸ تا ۴۹ ساله را به خود جذب کرد. علاوه بر این، این مجموعه در مجموع مورد استقبال مثبت منتقدان قرار گرفته‌است. این مجموعه نامزد دریافت چندین جایزه از جمله جایزهٔ گلدن گلوب برای بهترین مجموعه تلویزیونی – درام و جایزهٔ انجمن نویسندگان آمریکا برای مجموعه‌های جدید شده‌است. بینندگان سریال در فصل‌های بعدی کاهش یافت.

## نمای کلی سریال
داستان مردگان متحرک پس از شروع یک آخرالزمان زامبی‌ها در سراسر جهان اتفاق می‌افتد.زامبی‌ها در سریال به عنوان «واکر» شناخته می‌شوند. واکرها به سمت انسان‌های زنده و سایر موجودات حمله می‌کنند تا آنها را بخورند. آنها جذب سر و صدا می شوند (مانند شلیک گلوله). اگرچه در ابتدا به نظر می‌رسید که فقط انسان‌هایی که توسط واکرها گاز گرفته می‌شوند به واکرهای دیگر تبدیل می‌شوند، اما در اوایل سریال مشخص شد که همه انسان‌های زنده عامل بیماری هستند.
این سریال در مورد معاون کلانتر ریک گرایمز است که از کما بیدار می‌شود. در حالی که در کما است، جهان توسط واکرها تسخیر شده است. او رهبر گروهی از بازماندگان از منطقه آتلانتا، جورجیا می‌شود، و تلاش می‌کنند تا نه تنها در برابر حملات پیاده‌روها، بلکه توسط گروه‌های دیگری از بازماندگانی که مایل به استفاده از هر وسیله لازم برای زنده ماندن هستند، از خود محافظت کنند.
در فصل اول، «ریک گرایمز»، معاون کلانتر شهرستان کینگ جورجیا، پس از بیدار شدن از کما متوجه می‌شود که دنیای اطرافش به‌دست زامبی‌ها (واکِرها) سقوط کرده است. پس از ملاقات با «مورگان»، ریک به آتلانتا می‌رود و خانواده‌اش و دوستانش را در جنگل می‌یابد. گروه آن‌ها به مرکز کنترل بیماری‌ها پناه می‌برند اما متوجه می‌شوند که درمانی برای این بیماری وجود ندارد.
در فصل دوم، گروه ریک برای یافتن «سوفیا» به مزرعه‌ای متعلق به «هرشل گرین» پناه می‌برند. پس از افشای اینکه هرشل واکرهای عزیزان سابقش را در انبار نگه می‌دارد (از جمله خود سوفیا)، تنش‌ها بالا می‌گیرد. روابط عاشقانه لوری و شین و بارداری لوری باعث فروپاشی دوستی ریک و شین می‌شود. در نهایت ریک شین را در دفاع از خود می‌کشد. حمله واکرها گروه را مجبور به ترک مزرعه می‌کند.
در فصل سوم، گروه در یک زندان خالی مستقر می‌شود. لوری در حین زایمان می‌میرد و ریک دچار توهم می‌شود. «آندریا» که جدا افتاده، با «میشون» آشنا می‌شود و وارد جامعه‌ای به نام وودبری به رهبری «گاورنر» می‌شوند. درگیری بین زندان و وودبری منجر به سقوط وودبری و مرگ آندریا می‌شود.
در فصل چهارم، آنفلوانزای مرگباری زندان را درگیر می‌کند. گاورنر گروه جدیدی پیدا کرده و زندان را تصرف می‌کند. ریک و همراهانش پراکنده می‌شوند. آن‌ها نشانه‌هایی از پناهگاهی به نام «ترمینوس» پیدا کرده و گروه‌به‌گروه به آنجا می‌رسند، اما توسط ساکنان آنجا اسیر می‌شوند.
در فصل پنجم، معلوم می‌شود ساکنان ترمینوس آدم‌خوار هستند. با مداخله «کارول»، گروه نجات می‌یابد. بعداً برخی اعضای گروه توسط پلیس‌های فاسد در بیمارستانی گروگان گرفته می‌شوند. پس از مهاجرت به ویرجینیا، «آرون» آن‌ها را به «الکساندریا» دعوت می‌کند. در آنجا ریک با «جسی» آشنا می‌شود و پس از یک درگیری، شوهر او را می‌کشد. «مورگان» در این زمان بازمی‌گردد.
در فصل ششم، ریک مسئول حفاظت از الکساندریا می‌شود. گروهی به نام «گرگ‌ها» با استفاده از واکرها به شهر حمله می‌کنند. «دینا» و خانواده اندرسون کشته می‌شوند. گروه با جامعه‌ای به نام «هیل‌تاپ» آشنا می‌شود و درگیر دشمنی با «سِیوِرز» به رهبری «نیگان» می‌شوند.
در فصل هفتم، نیگان با بی‌رحمی «آبراهام» و «گلن» را می‌کشد. ریک ابتدا تسلیم می‌شود اما به مبارزه برمی‌گردد. آن‌ها به دنبال متحدان جدید می‌گردند و ساشا با جان‌فشانی خود حمله سیورز را دفع می‌کند.
در فصل هشتم، جنگ بین جوامع و سیورز به اوج می‌رسد. درحالی‌که «کارل» پس از گاز گرفته شدن خودکشی می‌کند، ریک تصمیم می‌گیرد نیگان را نکشد و او را زندانی می‌کند، علی‌رغم خشم «مگی».
در فصل نهم، پس از فروپاشی نیگان، ریک قصد دارد پلی برای ارتباط جوامع بسازد، اما ناپدید می‌شود. شش سال بعد، تهدید جدیدی به نام «ویسپررها» ظاهر می‌شود که واکرها را کنترل می‌کنند. رهبر آن‌ها «آلفا»، پس از اینکه دخترش از گروه جدا می‌شود، انتقام می‌گیرد و افراد زیادی را در یک جشنواره می‌کشد.
در فصل دهم، آلفا حملات پنهانی علیه جوامع انجام می‌دهد. «کارول» نیگان را برای ترور او می‌فرستد و پس از مرگ آلفا، «بتا» رهبری را به‌دست می‌گیرد اما شکست می‌خورد. «یوجین» برای یافتن متحدان جدید به ویرجینیا می‌رود، درحالی‌که «میشون» برای پیدا کردن ریک به شمال می‌رود.

در فصل یازدهم، گروه یوجین با جامعه‌ای بزرگ به نام «کامن‌ولث» آشنا می‌شوند. رهبر آن، «پاملا میلتون»، پس از افشای فسادش، علیه جوامع شورش می‌کند. «روزی‌تا» در این مسیر جان می‌دهد، اما در نهایت «ازکیل» رهبری را برعهده می‌گیرد. دنیای جدید شکل می‌گیرد و در پایان، «داریل» برای یافتن دیگر بازماندگان راهی سفر می‌شود.
| فصل | قسمت‌ها | قسمت‌ها | تاریخ اصلی روی آنتن رفتن | تاریخ اصلی روی آنتن رفتن |
| فصل | قسمت‌ها | قسمت‌ها | اولین بار                | آخرین بار                |
| --- | ------ | ------ | ------------------------ | ------------------------ |
| ۱   | ۶      | ۶      | ۳۱ اکتبر ۲۰۱۰            | ۵ دسامبر ۲۰۱۰            |
| ۲   | ۱۳     | ۱۳     | ۱۶ اکتبر ۲۰۱۱            | ۱۸ مارس ۲۰۱۲             |
| ۳   | ۱۶     | ۱۶     | ۱۴ اکتبر ۲۰۱۲            | ۳۱ مارس ۲۰۱۳             |
| ۴   | ۱۶     | ۱۶     | ۱۳ اکتبر ۲۰۱۳            | ۳۰ مارس ۲۰۱۴             |
| ۵   | ۱۶     | ۱۶     | ۱۲ اکتبر ۲۰۱۴            | ۲۹ مارس ۲۰۱۵             |
| ۶   | ۱۶     | ۱۶     | ۱۱ اکتبر ۲۰۱۵            | ۳ آوریل ۲۰۱۶             |
| ۷   | ۱۶     | ۱۶     | ۲۳ اکتبر ۲۰۱۶            | ۲ آوریل ۲۰۱۷             |
| ۸   | ۱۶     | ۱۶     | ۲۲ اکتبر ۲۰۱۷            | ۱۵ آوریل ۲۰۱۸            |
| ۹   | ۱۶     | ۱۶     | ۷ اکتبر ۲۰۱۸             | ۳۱ مارس ۲۰۱۹             |
| ۱۰  | ۲۲     | ۲۲     | ۶ اکتبر ۲۰۱۹             | ۴ آوریل ۲۰۲۱             |
| ۱۱  | ۲۴     | ۲۴     | ۲۲ اوت ۲۰۲۱              | ۲۰ نوامبر ۲۰۲۲           |

### خلاصه داستان فصل‌ها

#### فصل ۱ (۲۰۱۰)
فصل اول این سریال در ۶ قسمت هیجان‌انگیز ساخته شده‌است. کلانتر ریک گرایمز در یک مأموریت پلیسی تیر می‌خورد و به کما می‌رود. وقتی او بیهوش بود مردم دنیای بیرون، تبدیل به مردگان متحرک (زامبی) شده بودند. وقتی او از کما در می‌آید می‌فهمد که او در بیمارستان تنها است و در شهر هیچ انسانی زندگی نمی‌کند ولی به اتفاق با فردی به نام مورگان و پسر بچه اش برمی‌خورد. مورگان تمام اتفاقاتی که در شهر و جهان افتاد را برای او توضیح داد. فردای آن روز ریک به تنهایی با یک اسب به شهر آتلانتا که فکر می‌کرد شهری امن است رفت. اما در آن‌جا با منظره‌ای وحشتناک روبه‌رو شد. تمام مردم شهر تبدیل به زامبی شده بودند. او در خطر افتاد ولی به گروهی که در کوهستانی در آتلانتا اردو زده بودند برخورد که همسر و فرزند ریک نیز جزئی از این کمپ بودند. ناگهان در شب به اردوگاه توسط زامبی‌ها حمله می‌شود و در آن‌جا تعدادی از افرادشان را از دست می‌دهند و فردای آن شب به سمت مرکز کنترل و پیشگیری بیماری می‌روند ولی پروفسور آن مرکز از درمان بیماری دست کشیده بود و سرانجام ریک و همراهانش از آن مرکز خارج می‌شوند و آن مرکز منفجر می‌شود. آنها برای پیدا کردن مکانی امن به راه می‌افتند.

#### فصل ۲ (۲۰۱۱–۱۲)
در ادامه فصل اول آنها برای رسیدن به مقصد تعیین‌شده‌شان به راه خود ادامه دادند و به بزرگراهی که به مقصد ختم می‌شد رسیدند. اما ماشین‌های رها شده در بزرگراه راه آنها را برای عبور از بزرگراه بسته بود. گروه باید راه ماشین خودشان را باز می‌کردند. در حین این کار گلهٔ بزرگی از مردگان به بزرگراه می‌آیند و همه پناه می‌گیرند. ناگهان دختر کارول (سوفیا) خود را به تعدادی زامبی لو می‌دهد و آنها دنبالش می‌افتند. سوفیا از ترس به جنگل فرار می‌کند. چند روزی می‌گذرد و خبری از سوفیا نمی‌شود. هنگام گشتن دنبال سوفیا پسر ریک تیر می‌خورد و به مزرعه پیرمردی به نام هرشل روی می‌آورند. بعدها پس از جستجوهای پیاپی برای سوفیا، مشخص می‌شود او به زامبی تبدیل شده‌است و هرشل او را همراه زامبی‌های دیگری در انباری‌اش نگهداری می‌کرده‌است. شین مانند گذشته خود نیست و نقشه‌های پلیدی علیه ریک دارد. لوری توسط شین باردار می‌شود. بین شین و ریک درگیری اتفاق می‌افتد که موجب کشته‌شدن شین به دست ریک می‌شود. در این میان دیل می‌میرد و هنگام کشته‌شدن شین گله بزرگی از مردگان به مزرعه هرشل حمله می‌کنند. هنگام فرار آنها از مزرعه، اندریا در مزرعه جا می‌ماند اما هنگامی که به تنهایی در حال فرار از زامبی‌های تمام ناشدنی بوده فردی که در آن لحظه چهره‌اش مشخص نیست او را نجات می‌دهد. گروه ریک به این نتیجه می‌رسند که انسان‌ها بدون هیچ گاز گرفتگی نیز بعد از مرگ به زامبی تبدیل می‌شوند. (بدون دو عضو اصلی: شین و دیل و همراه با نیمی از خانواده هرشل)

#### فصل ۳ (۲۰۱۲–۱۳)
ماه‌ها بعد از ماجرای مزرعهٔ هرشل، گروه ریک یک زندان پیدا می‌کنند. آن را خالی از مردگان و تبدیل به یک خانهٔ جدید می‌کنند. لوری هنگام به دنیا آوردن بچه می‌میرد. ریک از رهبری گروه سر باز می‌زند. ناگهان سر و کلهٔ میشون و آندریا -میشون کسی است که آندریا را زمانی که از بقیه گروه جدا شده بود نجات داد- در شهر وود بری پیدا می‌شود. این شهر توسط مردی به نام فرماندار اداره می‌شود و برادر دریل که در فصل یک گم می‌شود در این شهر است. بین فرماندار و گروه ریک جنگی به وجود می‌آید. فرماندار به گروه ریک حمله می‌کند اما با تلفات زیادی شکست می‌خورد و سپس عقب‌نشینی می‌کند.

#### فصل ۴ (۲۰۱۳–۱۴)
افراد ریک با خوشی در زندان زندگی می‌کردند تا روزی بیماری بسیار کشنده (نوعی آنفلوانزا) در زندان فراگیر می‌شود که افراد مبتلا شده را می‌کشد و پس از مرگ تبدیل به زامبی می‌شوند. اما گروهی در زندان برای پیدا کردن دارو به شهر می‌روند. از طرفی دیگر، فرماندار پس از شکست اول خود گروه جدیدی را انتخاب می‌کند. او هرشل و میشون را گروگان نگه می‌دارد و به زندان ریک حمله می‌کند. نتیجهٔ حمله، کشته شدن هرشل توسط فرماندار و کشته شدن فرماندار به دست میشون و ویرانی زندان است. پس از آن، افراد ریک پراکنده می‌شوند و هر کدام گروهی را تشکیل می‌دهند. (ریک، کارل، میشون) (گلن، تارا، یوجین. روزیتا. ابراهام) (مگی، ساشا، باب) (دریل، بث)(کارول، جودیث، تایریس). این گروه‌ها همگی به سمت ترمینوس حرکت می‌کنند.

#### فصل ۵ (۲۰۱۴–۱۵)
گروه ریک وقتی به ترمینوس رسیدند توسط گروه گرت (رئیس ترمینوس) گرفتار می‌شوند. از قضا تایریس و کارول و جودیث در نزدیکی ترمینوس بودند. کارول با نقشه ای حرفه‌ای و دقیق و با استفاده از آتش‌بازی توانست گروه ریک را از ترمینوس فراری دهد. آن‌ها در راه کشیش مرموزی را پیدا می‌کنند و در کلیسای او اقامت می‌گزینند تا این‌که سروکله گرت و گروه آدم‌خوارش پیدا می‌شود. ریک، گروه گرت را از بین می‌برد. اما بث پس از دزدیده شدن توسط ماشین مرموز وقتی به هوش می‌آید، خودش را درون بیمارستانی در آتلانتا پیدا می‌کند. این بیمارستان توسط زنی به نام دان که پلیس بود رهبری می‌شد. ساکنان بیمارستان عده‌ای پلیس و یک دکتر و بیماران بودند. از قضا کارول هم در ان بیمارستان بود. گروه ریک برای نجات بث به آتلانتا رفتند و دان را کشتند. از طرفی گروه می‌خواستند به واشینگتن بروند زیرا فکر می‌کردند درمان بیماری در واشینگتن وجود دارند. دکتر یوجین که ادعای کشف راه درمان این بیماری را داشت، در راه به دروغ گفتن خود اعتراف می‌کند. سپس آن‌ها وارد شهری به اسم الکساندریا شدند. ساکنان الکساندریا در ابتدا حرف ریک را قبول نداشتند اما ریک در ادامه، اعتماد آن‌ها را جلب می‌کند.

#### فصل ۶ (۲۰۱۵–۱۶)
از زمانی که ریک رهبری را بر عهده گرفته، اوضاع بهتر شده‌است. ریک الکساندریا را از یک خطر بزرگ مردگان نجات می‌دهد. که در این راه زامبی‌ها وارد الکساندریا شده که گروهی که دلیل خلقت انسان را گرگ‌ها می‌دانند و روی پیشانی خود اسم گرگ دارند به الکساندریا حمله می‌کنند ودیوار را خراب می‌کنند که باعث حمله زامبی‌ها می‌شود و ریک، کارل، میشون و رون (یک پسر هم‌سن کارل از اهالی الکساندریا) با ترفند مالیدن دل و روده به بدن خود از میان زامبی‌ها می‌گذرند که مادر و برادر رون به دلیل جیغ زدن کشته می‌شوند و رون تفنگش را به سمت ریک می‌گیرد که میشون او را می‌کشد و رون تیر می‌زند و تیرش به چشم کارل می‌خورد (رون به خاطر این که اینید را دوست داشت با کارل بد بود) و ریک، به‌سرعت کارل را به خانه دکتر می‌برد و چشمش را پانسمان می‌کند. ریک با عصبانیت با تبر خود به زامبی‌ها حمله کرده و همهٔ مردم به کمک او رفته و زامبی‌های الکساندریا را از بین می‌برند. در ادامه داستان، کارل با دختری به اسم اینید وارد رابطه شده‌است. الکساندریا با مشکل آذوقه رو به رو می‌شود. آن‌ها گروهی با نام هیلتاپ را پیدا می‌کنند و با آن‌ها قراردادی می‌بندند که در عوض نابود کردن گروهی با رهبری فردی به نام نیگان آذوقهٔ گروه ریک را تأمین کند. گروه ریک با موفقیت پایگاه نیگان را نابود می‌کند در حالی که ریک نمی‌داند پایگاه‌های بیشتری از گروه نیگان وجود دارد. افراد نیگان جمعی از گروه ریک و نیز خود ریک را محاصره می‌کنند و در انتهای آخرین قسمت از فصل ۶، گلن و آبراهام از گروه ریک به طرز فجیعی به دست نیگان کشته می‌شوند...

#### فصل ۷ (۲۰۱۶–۱۷)
نیگان که دو نفر از اعضای گروه ریک را می‌کشد، بر الکساندریا مسلط شده و ریک را مجبور به کار کردن و تأمین آذوقهٔ گروه خود از نصف آذوقه گروه ریک می‌کند. ریک نخست مطیع نیگان می‌شود اما سپس طی اتفاقاتی و با تلاش‌های میشون، علیه او با کمک هیلتاپ و کینگدام می‌شورد و جنگی بین جوامع ریک و نیگان صورت می‌گیرد. در انتهای فصل ۷، یکی دیگر از افراد گروه ریک به نام ساشا، از بین می‌رود.
همان‌طور که نیگن الکساندریا را با کمک موش‌های آشغالی که به ریک نیرنگ زدند محاصره کرده بود افراد کینگ دام (قلمرو) به همراه پادشاه ایزیکیل به کمک الکساندریا می ایند فصل۷ برخلاف فصل ۶، پایانی تقریباً روشن دارد.

#### فصل ۸ (۲۰۱۷–۱۸)
دوایت، یکی از افراد نزدیک به نیگان، پس از بلاهایی که نیگان بر سر او آورد، تصمیم به همکاری با ریک می‌گیرد. از این رو، نقشهٔ موقعیت تمام پایگاه‌های منجی‌ها را به ریک می‌دهد. ریک و گروهش، در هشت قسمت ابتدایی فصل، تمامی پایگاه‌های منجی‌ها را به جز پایگاه اصلی نیگان نابود می‌کند. اما نیگان در حرکتی غافل‌گیر کننده، وقتی ریک در الکساندریا نبود، به آن‌جا حمله کرده و الکساندریا را بمباران می‌کند. اما کارل، پسر ۱۵ سالهٔ ریک تمامی ساکنان الکساندریا را به فاضلاب‌های مخفی زیر شهر می‌برد و نجات می‌دهد. او در روز قبل، توسط زامبی گاز گرفته شده بود و نهایتاً آن شب، وصیت‌نامه‌اش را به پدرش داد، وقتی تمام افراد الکساندریا به خصوص دریل برای کارل ناراحت بودند فاضلاب را ترک کردند و میشون و ریک، کارل بیمار را از فاضلاب خارج کردند. صبح روز بعد، کارل با اسلحه، خودکشی کرد. ریک او را در الکساندریا به خاک سپرده و اسلحهٔ او را به عنوان یادگاری از پسرش نگاه داشت. ریک عصبانی و سنگدل شده، همهٔ افراد الکساندریا و کینگدام را که تمدن‌های نابودشده هستند، به هیلتاپ می‌برد و همه برای مبارزهٔ نهایی آماده می‌شوند. در این بین، گوین، یکی از رهبران منجی‌ها نیز کشته می‌شود. سایمون، دست راست نیگان هم با طرز فکر و عمل نیگان دچار مشکل می‌شود و برخلاف خواستهٔ او، تمام افراد تمدن زباله‌گردها را می‌کشد. او همچنین وقتی ریک، با نیگان در حال مبارزهٔ تن به تن بود، به کمک نیگان نیامد و به همه گفت که او مرده. اما نیگان از آن مبارزه جان سالم به در می‌برد و پس از رها شدن از دست رهبر گروه زباله‌گردها، جیدیس، به پایگاه بر می‌گردد و سایمون را می‌کشد. او همچنین از خیانت دوایت باخبر شده و بدون این‌که به او اطلاع بدهد، نقشهٔ جعلی برای جنگ با ریک می‌کِشد و دوایت، ناغافل این نقشه را به‌دست ریک می‌رساند. سپس، نیگان دوایت را زندانی می‌کند و برای جنگ با ریک آماده می‌شود. همچنین یوجین، دانشمندی که پیش از ابن جزو افراد ریک بوده، حالا برای نیگان فعالیت می‌کند و مشغول ساخت گلوله برای نیگان می‌شود. در نهایت، در روز جنگ، ریک و افرادش در تلهٔ نیگان می‌افتند و توسط لشکر او محاصره می‌شوند. اما وقتی نیگان دستور تیر می‌دهد، ناگهان تمام تیرها دچار مشکل شده و در دست آن‌ها منفجر می‌شوند و معلوم می‌شود که یوجین تیرها را عمداً خراب ساخته است. در نهایت گروه ریک همهٔ منجی‌های آسیب‌دیده را دستگیر می‌کنند و ریک و نیگان، در گوشه‌ای خارج از میدان جنگ مشغول مبارزهٔ تن‌به‌تن می‌شوند. پس از چند دقیقه درگیری ریک تحت تأثیر وصیت پسرش در کشتن نیگان مردد است و نیگان با لوسیل در دست آماده است به ریک ضربه بزند ریک در لحظهٔ آخر با بازگو کردن وصیت پسرش کارل، نیگان را منصرف می‌کند ولی ناگهان با شیشه گلویش را می‌برد؛ از طرفی دیگر بخش دیگری از منجی‌ها به هیلتاپ حمله می‌کنند ولی اوشن ساید به دلیل کینه ای که از ناجی‌ها دارد بالاخره قبول می‌کند و به کمک هیلتاپ می‌رود تا نابود نشود. بلافاصله برخلاف نظر مگی و سایر گروه به صدیق، پزشک مسلمان گروه می‌گوید که نیگان را درمان کند! در نهایت، ریک با یک سخنرانی همه را به صلح دعوت می‌کند و با آغوش باز منجی‌ها را می‌پذیرد و با آن‌ها صلح کرده و رهبر همه می‌شود و اصلاحات را آغاز می‌کند. او نیگان را به عنوان مدرکی برای صحت صلح در زیرزمین الکساندریا زندانی می‌کند که تا پایان عمرش آن‌جا بماند و شاهد پیشرفت‌های گروه ریک باشد. در پایان، مگی، همسر گلن و رهبر هیلتاپ، و دریل و جیزس (مسیح) به دلیل کینه از نیگان، از ریک و عمل او عصبانی می‌شود و تصمیم به انجام کارهای پلید و خطرناکی می‌گیرد.

#### فصل ۹ (۲۰۱۸–۱۹)
یک سال و نیم از وقایع جنگ تمام عیار گذشته و تمدن‌ها در حال بازسازی جوامع بشری هستند. الکساندریا، هیلتاپ، کینگدام، منجی‌ها و اوشن‌ساید همگی با رهبری یکپارچهٔ ریک گرایمز درحال بازسازی بناهای تخریب شده نظیر پل هستند. اما این میان اختلافات عقیدتی بین رهبران الکساندریا و هیلتاپ بر سر زنده ماندن نیگان، رفته رفته تبدیل به تهدید جدی داخلی می‌شود که مگی و دریل، و ریک و میشون را در دو جبههٔ مخالف قرار می‌دهد. بعضی افراد اوشن ساید برای انتقام منجی‌هایی که به آنها صدمه زده‌اند را به صورت مخفیانه می‌کشند که سبب دعوایی که دریل بر روی پل با یکی از منجی‌ها داشته ریک اتهامات را به دریل می‌زند. کشمکش‌ها آنقدر بالا می‌گیرد که درنهایت به حملهٔ بزرگ زامبی‌ها ختم می‌شود و ریک گرایمز با یک حرکت فداکارانه، پل را منفجر می‌کند و تهدید برطرف می‌شود و ریک بدین صورت ناپدید می‌شود. رئیس موش‌های آشغالی ریک را در حالی که زخمی شده با خود به حکومتی به اسم CRM می‌برد که بعداً در اسپین اف سه‌گانه سینمایی ریک معلوم می‌شود؛ ماجراهای سریال پس از این حادثه با شش سال پرش زمانی ادامه می‌یابد. زمانی که تمدن‌ها کاملاً از هم دور شده و ارتباطشان را به صفر رسانده‌اند. مشخصا رؤیای ریک گرایمز برآورده نشده و الکساندریا و هیلتاپ با هم روابط خوبی را تجربه نمی‌کنند. اما سرانجام اتفاقی میفتد که در نهایت تمامی تمدن‌ها مجبور به اتحاد مجدد و تقابل با آن می‌شوند. با ظاهر شدن گروهی از آدم‌های خشن و روانی به رهبری آلفا و بتا که پوست و گوشت زامبی‌ها را به‌صورت ماسک به صورت خود زده و بین آن‌ها راه می‌روند، ماجراهای جدیدی آغاز می‌شود. این گروه، نجواکننده‌ها نام دارند و تهدید تازه‌ای را برای تمدن‌های جورجیا هستند. تهدیدی که در پایان فصل، به یک هشدار بی‌رحمانه و خونین بدل می‌شود. در پایان فصل نهم، رویداد مهمی به اسم جشنواره شکل می‌گیرد که تمام تمدن‌ها پس از سال‌ها گرد هم می‌آیند تا توافق‌نامه‌ای را امضا کنند و اتحاد قدیمی خود را بازگردانند و کینگ دام را از وضع فعلی نجات دهند. در همین حین، آلفا و نجواکنندگان دست به کار شده و با دزدین ده تن از مردم جشنواره، سر آن‌ها را بریده و روی نیزه می‌گذارند و نیزه‌ها را روی تپه‌ای قرار داده و به این صورت، مرزهای خودشان و تمدن‌ها را مشخص می‌کنند.
پایان این فصل با طوفان برفی شکل می‌گیرد که در نهایت منجر به نابود شدن تمدن پادشاهی می‌شود. مردم پادشاهی به هیلتاپ نقل مکان می‌کنند و نیگان نیز با نشان دادن فداکاری‌هایی از خود کم‌کم به فرد قابل اعتمادی تبدیل می‌شود.
درنهایت همگی آماده جنگی بزرگ با نجواکنندگان می‌شوند.

#### فصل ۱۰ (۲۰۱۹–۲۱)
جنگ نجواکنندگان سرانجام شروع شده و تمدن‌ها همگی در اوشن ساید و لب ساحل گرد هم آمده‌اند و مشغول تمرین نظامی و ساخت تسلیحاتی همچون سپر تیغ دار و نیزه و مشعل می‌شوند. نیگان نیز در نهایت پس از ۸ سال حبس آزاد شده و در تیم تمدن‌های جورجیا علیه نجواکنندگان می‌جنگد.
در طی این نبرد هیلتاپ کاملاً تخریب می‌شود و تلفات بسیار دیگری نیز شکل می‌گیرد. نیگان برای کشتن آلفا به نیروهای نجوا کننده ملحق می‌شود و پس از کسب اعتماد آلفا او را فریب می‌دهد و می‌کشد که بعداً مشخص می‌شود که کارول به نیگان قول این را داده که اگه آلفا رو به قتل برساند، در جامعه الکساندریا به عنوان یک عضو پذیرفته می‌شود و دیگر زندانی نخواهد بود که البته کارول به قولش عمل نمی‌کند. بتا گله بزرگ زامبی‌ها را برای جنگی تمام عیار به الکساندریا هدایت می‌کند و می‌بیند که اونجا خالی از سَکَنه شده و به جستجو برای پیدا کردن آنها می‌پردازد که در آخرِ قسمت ۱۵ آنها را پیدا می‌کند که در بیمارستانی متروکه قایم شده‌اند. همچنین یوجین و ایزکیلو یومیکو به دنبالِ پیدا کردنِ دوست رادیوییِ یوجین، راهی شهری می‌شوند که در آنجا با «پرنسس» آشنا می‌شوند و او را به عنوان عضو جدید گروهشان می‌پذیرند. گروه نقشه‌ای می‌کشند که با تجهیزاتی که لوک در بیمارستان آماده کرده‌است از میان گله رد شوند و باندهای صوتی را به گاری ای ببندند که باعث هدایت گله بتا به سمت صخره شود. چهار گروه دو نفره که خود را آغشته به خون مردگان کرده‌اند از میان گله عبور می‌کنند تا تجهیزات صوتی را به گاری برسانند. در این میان عده ای از افراد گروه با نجواگران درگیر می‌شوند و بئاتریس از اوشن ساید زخمی می‌شود و توسط زامبی‌ها خورده می‌شود و لیدیا که برخلاف قولی که داده بود و به تشویق نیگان با ماسک زامبی دنبال افراد گروه رفته، کیف بئاتریس را برمی‌دارد و به افراد گروه می‌رساند تا لوک بتواند کارش را انجام دهد. گاری و تجهیزات با پخش موسیقی با صدای بلند باعث هدایت گله به سمت صخره می‌شود و بتا که متوجه این موضوع شده به ناچار همراه با زامبی‌ها به دنبال گاری حرکت می‌کند.
گروه تا شب مشغول هدایت گله زامبی است که بالاخره با تاریکی هوا نجواگرها دست به کار می‌شوند و به گروه و گاری حمله می‌کنند و افراد نیز مقاومت می‌کنند تا جایی که یکی از نجواگران باعث پنچر شدن گاری می‌شود و گروه به جنگل فرار می‌کند و نجوا گران با تبر باندهای صوتی را تخریب می‌کنند و دریل با بیسیم به گابریل می‌گوید که زامبی‌ها در حال برگشتن هستند و دریل تصمیم می‌گیرد که برای نجات اعضای تیم به میان گله برود و نجواگران را یک به یک شکار کنند. کارول و لیدیا هم گله را به سمت صخره هدایت می‌کنند. دریل و افرادش در حال شکار نجواگران هستند که بتا نیگان را می‌بیند و یک مرده را به سمت او پرتاب می‌کند که باعث افتادن نیگان می‌شود، بتا در حالی که چاقوی خود را بالا برده و می‌خواهد به نیگان ضربه بزند می‌گوید: «به‌خاطر آلفا» که دریل از راه می‌رسد و ضربه ای به پهلوی بتا می‌زند، بتا برمی‌گردد و دریل دو چاقوی معروف خود را وارد چشم بتا می‌کند و بتا توسط زامبی‌ها خورده می‌شود و هویت او برای نیگان و دریل فاش می‌شود (او هنرمندی معروف است). از آن سو در بیمارستان، مگی و همراه ناشناخته اش به کمک گابریل می‌آیند و جان او را نجات می‌دهند. لیدیا جان کارول را نجات می‌دهد و گله به دره می‌افتند. یوجین، ازیکیل و پرنسس هم که به دنبال کمک رفته‌اند کسی را در محل قرار نمی‌یابند و تصمیم می‌گیرند که به جستجو برای یافتن افراد جدید ادامه دهند که ناگهان با محاصره گروهی از افراد کاملاً مجهز به سلاح‌های گرم و یونیفرم سفید مواجه می‌شوند. مگی با نیگان رو به رو می‌شود کینه مگی فروکش نکرده‌است و کارول حقیقت اینکه نیگان در نجوا گرها به او کمک کرده را به مگی می‌گوید. نجواگرها آذوغه‌های مردم الکساندریا را به آتش کشیدن و مردم با مشکل آذوقه رو به رو شدن و افرادی همچون دریل، کارول، پدر گابریل، آرون و... به دنبال آذوقه می‌گردند و همه آنها در این راه با مشکلاتی رو به رو می‌شوند.
گروهی که به آن اشاره شد که ایزیکیل و یوجین و یومیکو و پرنسس را محاصره کردند عضو جامعه کامن‌ولث هستند که گروهی مخوف هستند که مشخص نیست مردمان خوبی هستند یا بد. دریل و کارول هم به خاطر توهین‌های دریل از هم جدا شدند و روند زندگی‌شان از هم جدا شده. نیگان هم لوسیل (چوب بیسبال معروف نیگان) را پیدا می‌کند و آن را آتش می‌زند و تصمیم می‌گیرد در الکساندریا زندگی کند.

#### فصل ۱۱ (۲۰۲۱–۲۲)
جوامع الکساندریا و هیلتاپ که در آستانهٔ سقوط قرار گرفته‌اند، در جامعهٔ کامن‌ولث هضم می‌شوند. حضور آنها در کامن‌ولث، با مشکلات و دردسرهای جدیدی همراه است که ریشه در جامعهٔ طبقاتی و سرمایه‌داری افراطی کامن‌ولث است آنها باید برای بقای خود با کامن‌ولث بجنگند.

## تولید

### توسعه

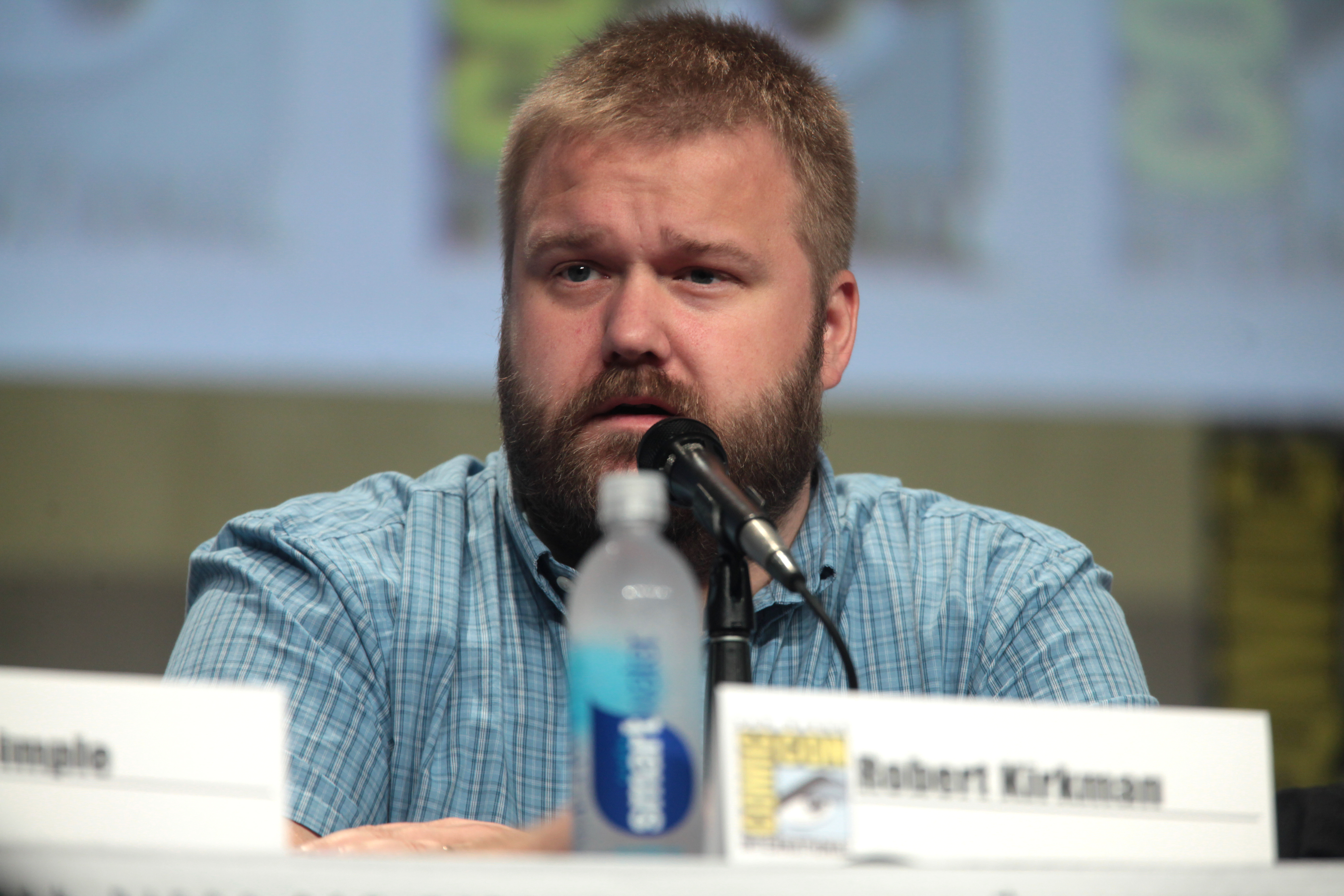
رابرت کرکمن خالق، تهیه‌کننده‌ اجرایی و نویسنده مردگان متحرک است.

در ۲۰ ژانویه ۲۰۱۰، ای‌ام‌سی رسماً اعلام کرد که دستور ساخت سریال آزمایشی اقتباس داده شده از مجموعه کتاب‌های کمیک مردگان متحرک را داده است که فرانک دارابونت و گیل آن هرد به عنوان تهیه کنندگان اجرایی، و دارابونت نویسندگی و کارگردانی سریال را به عهده دارند. در ژانویه ۲۰۱۰، ای‌ام‌سی فیلم‌نامه‌های قسمت آزمایشی را بررسی کرد و علاقه‌مند به ساخت ادامه سریال شد. دارابونت فیلم‌برداری قسمت‌های باقی‌مانده سریال را در ۲ ژوئن ۲۰۱۰ آغاز کرد. در ۳۱ اوت ۲۰۱۰، دارابونت گزارش داد که مردگان متحرک برای فصل دوم تمدید شد و تولید آن در فوریه ۲۰۱۱ آغاز می‌شود. در ۸ نوامبر ۲۰۱۰، ای‌ام‌سی تایید کرد که فصل دوم آن متشکل از ۱۳ قسمت خواهد بود.

### خدمه
نويسندگان فصل اول متشکل از فرانک دارابونت سازنده سریال و تهیه کننده اجرایی (نویسنده چهار قسمت از فصل اول بود)، چارلز اچ. اگلی تهیه‌کننده اجرایی و خالق کتاب کمیک رابرت کرکمن، بود. دارابونت با اینکه کارگردان قسمت آزمایشی بود، اما پنج قسمت باقی‌مانده به ترتیب توسط میشل مک‌لارن، گوئینت هوردر پیتون، یوهان رنک، ارنست دیکرسون و گای فرلند کارگردانی شد.
برای فصل جدید سریال، دارابونت برکنار شد و گلن مازارا به عنوان شورانر جدید انتخاب شد. در فصل دوم، نویسندگان جدیدی از جمله ایوان ریلی، اسکات ام. گیمپل، آنجلا کانگ و دیوید لزلی جانسون به گروه نویسندگان ملحق شدند.
پس از پایان فصل سوم، گلن مازارا پس از توافق با ای‌ام‌سی از سمت خود به عنوان شورانر و تهیه‌‌کننده اجرایی، استعفا داد. در بیانیه مطبوعاتی که آمده بود: «هر دو طرف اذعان می‌کنند که در مورد اینکه داستان سریال باید به چه سمتی پیش برود اختلاف نظر دارند و به این نتیجه رسیدند که بهترین کار جدایی است.» اسکات ام. گیمپل جانشین مازارا به عنوان شورانر برای فصل چهارم شد و نویسندگان جدیدی ازجمله کورتیس گوین، چانینگ پاول و مت نگرت به گروه نویسندگی پیوستند. در ژانویه ۲۰۱۸، اعلام شد که گیمپل به سِمَت مدیر کل محتوای فرنچایز مردگان متحرک ارتقا می‌یابد و آنجلا کانگ به عنوان شورانر از فصل نهم جایگزین او می‌شود.

## پخش
پخش این مجموعه از ۳۱ اکتبر ۲۰۱۰ به کارگردانی فرانک دارابونت از شبکه کابلی ای‌ام‌سی در آمریکا آغاز شد. در هفتهٔ اول نوامبر ۲۰۱۰، این سریال برای اولین بار در سطح بین‌المللی در شبکه‌های بین‌المللی فاکس پخش شد. به دلیل مقبولیت این مجموعه ای‌ام‌سی آن را برای فصل دوم در ۱۳ قسمت تمدید نمود که از ۱۶ اکتبر ۲۰۱۱ پخش آن شروع شد. در اواخر پخش فصل دوم ای‌ام‌سی اعلام کرد که فصل سوم آن نیز با ۱۶ قسمت، از ۱۴ اکتبر ۲۰۱۲ پخش خواهد شد. ای‌ام‌سی این سریال را برای فصل چهارم با ۱۶ قسمت تمدید کرد که از ۱۳ اکتبر ۲۰۱۳ پخش آن شروع شد.
در اواسط پخش فصل چهارم ای‌ام‌سی سریال را برای فصل پنجم تمدید کرد. پس از پایان فصل چهارم ای‌ام‌سی فصل پنجم را در تاریخ ۱۲ اکتبر ۲۰۱۴ پخش کرد. فصل ۱۱ آخرین فصل این مجموعه تلویزیونی خواهد بود.

## بازیگران

### بازیگران اصلی
| - اندرو لینکلن در نقش ریک گرایمز - چندلر ریگز در نقش کارل گرایمز - نورمن ریداس در نقش دریل دیکسون - مایکل روکر در نقش مرل دیکسون - جان برنثال در نقش شین والش - استیون ین در نقش گلن ری - سارا وین کالیز در نقش لوری گرایمز - لوری هولدن در نقش آندریا - جفری دی‌مان در نقش دیل هورواث - لنی جیمز در نقش مورگان جونز - آیرونی سینگلتون در نقش تئودور داگلاس (تی-داگ) - ملیسا مک‌براید در نقش کارول پلیتر - اسکات ویلسون در نقش هرشل گرین - لورن کوهن در نقش مگی گرین - امیلی کینی در نقش بث گرین | - دانای گوریرا در نقش میشون - دیوید موریسی در نقش فرماندار - دالاس رابرتس در نقش دکتر میلتون ممت - چاد کولمن در نقش تایریس - سنیکا مارتین-گرین در نقش ساشا - لاورنس گیلیارد جونیور در نقش باب استوکی - آلانا مسترسن در نقش تارا کامبلر - مایکل کادلیتز در نقش آبراهام فورد - جاش مک درمیت در نقش دکتر یوجین پورتر - کریستین سراتوس در نقش رزیتا اسپینوزا - اندرو جی وست در نقش گرت - ست گیلیام در نقش پدر گابریل استوکس - کریستین وودز در نقش دان لرنر - تایلر جیمز ویلیامز در نقش نوآه - جفری دین مورگان در نقش نیگان |  |

## تعداد بینندگان
| - فصل ۱ (۲۰۱۰): تعداد بینندگان در زمان اولین پخش از شبکهٔ ای‌ام‌سی آمریکا در روز یکشنبه در ساعت ۱۰ شب. - فصل ۲ (۱۲–۲۰۱۱): تعداد بینندگان در زمان اولین پخش از شبکهٔ ای‌ام‌سی آمریکا در روز یکشنبه در ساعت ۹ شب. - فصل ۳ (۱۳–۲۰۱۲): تعداد بینندگان در زمان اولین پخش از شبکهٔ ای‌ام‌سی آمریکا در روز یکشنبه در ساعت ۹ شب. - فصل ۴ (۱۴–۲۰۱۳): تعداد بینندگان در زمان اولین پخش از شبکهٔ ای‌ام‌سی آمریکا در روز یکشنبه در ساعت ۹ شب. - فصل ۵ (۱۵–۲۰۱۴): تعداد بینندگان در زمان اولین پخش از شبکهٔ ای‌ام‌سی آمریکا در روز یکشنبه در ساعت ۹ شب. - فصل ۶ (۱۶–۲۰۱۵): تعداد بینندگان در زمان اولین پخش از شبکهٔ ای‌ام‌سی آمریکا در روز یکشنبه در ساعت ۹ شب. |              |              |              |              |              |              |              |              |              |              |              |              |              |              |              |              |
| \| فصل \| شماره قسمت‌ها \| شماره قسمت‌ها \| شماره قسمت‌ها \| شماره قسمت‌ها \| شماره قسمت‌ها \| شماره قسمت‌ها \| شماره قسمت‌ها \| شماره قسمت‌ها \| شماره قسمت‌ها \| شماره قسمت‌ها \| شماره قسمت‌ها \| شماره قسمت‌ها \| شماره قسمت‌ها \| شماره قسمت‌ها \| شماره قسمت‌ها \| شماره قسمت‌ها \| \| فصل \| ۱ \| ۲ \| ۳ \| ۴ \| ۵ \| ۶ \| ۷ \| ۸ \| ۹ \| ۱۰ \| ۱۱ \| ۱۲ \| ۱۳ \| ۱۴ \| ۱۵ \| ۱۶ \| \| ----- \| ------------ \| ------------ \| ------------ \| ------------ \| ------------ \| ------------ \| ------------ \| ------------ \| ------------ \| ------------ \| ------------ \| ------------ \| ------------ \| ------------ \| ------------ \| ------------ \| \| فصل ۱ \| ۵٬۳۵۰ \| ۴٬۷۱۰ \| ۵٬۰۷۰ \| ۴٬۷۵۰ \| ۵٬۵۶۰ \| ۵٬۹۷۰ \| — \| — \| — \| — \| — \| — \| — \| — \| — \| — \| \| فصل ۲ \| ۷٬۲۶۰ \| ۶٬۷۰۰ \| ۶٬۱۰۰ \| ۶٬۲۹۰ \| ۶٬۱۲۰ \| ۶٬۰۸۰ \| ۶٬۶۲۰ \| ۸٬۱۰۰ \| ۶٬۸۹۰ \| ۷٬۰۴۰ \| ۶٬۷۷۰ \| ۶٬۸۹۰ \| ۸٬۹۹۰ \| — \| — \| — \| \| فصل ۳ \| ۱۰٬۹۷۰ \| ۹٬۵۵۰ \| ۱۰٬۵۱۰ \| ۹٬۲۷۰ \| ۱۰٬۳۷۰ \| ۹٬۲۱۰ \| ۱۰٬۴۳۰ \| ۱۰٬۴۸۰ \| ۱۲٬۲۶۰ \| ۱۱٬۰۵۰ \| ۱۱٬۰۱۰ \| ۱۱٬۳۰۰ \| ۱۱٬۴۶۰ \| ۱۰٬۸۴۰ \| ۱۰٬۹۹۰ \| ۱۲٬۴۲۰ \| \| فصل ۴ \| ۱۶٬۱۱۰ \| ۱۳٬۹۵۰ \| ۱۲٬۹۲۰ \| ۱۳٬۳۱۰ \| ۱۲٬۲۰۰ \| ۱۲٬۰۰۰ \| ۱۱٬۲۹۰ \| ۱۲٬۱۰۰ \| ۱۵٬۸۰۰ \| ۱۳٬۳۴۰ \| ۱۳٬۱۲۰ \| ۱۲٬۶۱۰ \| ۱۲٬۶۵۰ \| ۱۲٬۸۷۰ \| ۱۳٬۵۰۰ \| ۱۵٬۶۸۰ \| \| فصل ۵ \| ۱۷٬۳۰۰ \| ۱۵٬۱۴۳ \| ۱۳٬۸۰۱ \| ۱۴٬۵۱۸ \| ۱۳٬۵۳۰ \| ۱۴٬۰۶۸ \| ۱۳٬۳۳۰ \| ۱۴٬۸۰۷ \| ۱۵٬۶۴۳ \| ۱۲٬۲۶۷ \| ۱۳٬۴۳۸ \| ۱۴٬۴۳۰ \| ۱۴٬۵۳۴ \| ۱۳٬۷۸۱ \| ۱۳٬۷۵۷ \| ۱۵٬۷۸۴ \| \| فصل ۶ \| ۱۴٬۶۳۳ \| ۱۲٬۱۸۳ \| ۱۳٬۱۴۳ \| ۱۳٬۳۳۹ \| ۱۲٬۴۴۰ \| ۱۲٬۹۷۱ \| ۱۳٬۲۲۴ \| ۱۳٬۹۸۱ \| ۱۳٬۷۴۲ \| \| \| \| \| \| \| \| |              |              |              |              |              |              |              |              |              |              |              |              |              |              |              |              |
| فصل | شماره قسمت‌ها | شماره قسمت‌ها | شماره قسمت‌ها | شماره قسمت‌ها | شماره قسمت‌ها | شماره قسمت‌ها | شماره قسمت‌ها | شماره قسمت‌ها | شماره قسمت‌ها | شماره قسمت‌ها | شماره قسمت‌ها | شماره قسمت‌ها | شماره قسمت‌ها | شماره قسمت‌ها | شماره قسمت‌ها | شماره قسمت‌ها |
| فصل | ۱            | ۲            | ۳            | ۴            | ۵            | ۶            | ۷            | ۸            | ۹            | ۱۰           | ۱۱           | ۱۲           | ۱۳           | ۱۴           | ۱۵           | ۱۶           |
| فصل ۱ | ۵٬۳۵۰        | ۴٬۷۱۰        | ۵٬۰۷۰        | ۴٬۷۵۰        | ۵٬۵۶۰        | ۵٬۹۷۰        | —            | —            | —            | —            | —            | —            | —            | —            | —            | —            |
| فصل ۲ | ۷٬۲۶۰        | ۶٬۷۰۰        | ۶٬۱۰۰        | ۶٬۲۹۰        | ۶٬۱۲۰        | ۶٬۰۸۰        | ۶٬۶۲۰        | ۸٬۱۰۰        | ۶٬۸۹۰        | ۷٬۰۴۰        | ۶٬۷۷۰        | ۶٬۸۹۰        | ۸٬۹۹۰        | —            | —            | —            |
| فصل ۳ | ۱۰٬۹۷۰       | ۹٬۵۵۰        | ۱۰٬۵۱۰       | ۹٬۲۷۰        | ۱۰٬۳۷۰       | ۹٬۲۱۰        | ۱۰٬۴۳۰       | ۱۰٬۴۸۰       | ۱۲٬۲۶۰       | ۱۱٬۰۵۰       | ۱۱٬۰۱۰       | ۱۱٬۳۰۰       | ۱۱٬۴۶۰       | ۱۰٬۸۴۰       | ۱۰٬۹۹۰       | ۱۲٬۴۲۰       |
| فصل ۴ | ۱۶٬۱۱۰       | ۱۳٬۹۵۰       | ۱۲٬۹۲۰       | ۱۳٬۳۱۰       | ۱۲٬۲۰۰       | ۱۲٬۰۰۰       | ۱۱٬۲۹۰       | ۱۲٬۱۰۰       | ۱۵٬۸۰۰       | ۱۳٬۳۴۰       | ۱۳٬۱۲۰       | ۱۲٬۶۱۰       | ۱۲٬۶۵۰       | ۱۲٬۸۷۰       | ۱۳٬۵۰۰       | ۱۵٬۶۸۰       |
| فصل ۵ | ۱۷٬۳۰۰       | ۱۵٬۱۴۳       | ۱۳٬۸۰۱       | ۱۴٬۵۱۸       | ۱۳٬۵۳۰       | ۱۴٬۰۶۸       | ۱۳٬۳۳۰       | ۱۴٬۸۰۷       | ۱۵٬۶۴۳       | ۱۲٬۲۶۷       | ۱۳٬۴۳۸       | ۱۴٬۴۳۰       | ۱۴٬۵۳۴       | ۱۳٬۷۸۱       | ۱۳٬۷۵۷       | ۱۵٬۷۸۴       |
| فصل ۶ | ۱۴٬۶۳۳       | ۱۲٬۱۸۳       | ۱۳٬۱۴۳       | ۱۳٬۳۳۹       | ۱۲٬۴۴۰       | ۱۲٬۹۷۱       | ۱۳٬۲۲۴       | ۱۳٬۹۸۱       | ۱۳٬۷۴۲       |              |              |              |              |              |              |              |

## اقتباس‌

### سریال‌های اینترنتی
تا به امروز، چهار سریال اینترنتی بر اساس مردگان متحرک از طریق ای‌ام‌سی منتشر شده‌: پاره پاره (۲۰۱۱)، سردخانه (۲۰۱۲)، سوگند (۲۰۱۳) و قمه سرخ (۲۰۱۷).

### واکینگ دد (۲۰۱۱–اکنون)
برنامه زنده تلویزیونی با عنوان تاکینگ دد پس از فصل دوم مردگان متحرک در اکتبر ۲۰۱۱ از شبکه ای‌ام‌سی پخش شد. میزبان تاکینگ دد کریس هاردویک است که درباره آخرین قسمت پخش شده با طرفداران، بازیگران و تهیه‌کنندگان مردگان متحرک به گفتگو می‌پردازد.

### مجموعه‌های تلویزیونی

#### از مردگان متحرک بترسید (۲۰۱۵–۲۰۲۳)
از مردگان متحرک بترسید یک اسپین‌آف اصلی مردگان متحرک است که توسط ای‌ام‌سی ساخته شده‌‌است. ای‌ام‌سی ساخت سریال را در سپتامبر ۲۰۱۳ آغاز کرد و خبر پخش دو فصل از این مجموعه را از مارس ۲۰۱۵ را داد. از مردگان متحرک  بترسید پس از ۵ ماه تاخیر اولین بار در ۲۳ اوت ۲۰۱۵ پخش شد. این سریال پس از پایان فصل هشتم در سال ۲۰۲۳ به پایان رسید.

#### مردگان متحرک: جهانی فراتر (۲۰۲۰–۲۰۲۱)
در آوریل ۲۰۱۹، ای‌ام‌سی رسما اعلام کرد که سفارش ساخت یک سریال محدود به ۱۰ قسمت را به اسکات ام. گیمپل و نگرت را داده‌است. سریال در مورد نسل اول کودکانی است که در دوران آخرالزمان زامبی‌ها بزرگ شده‌اند اما در پشت دیوار‌ها بودند و هرگز بقا را تجربه نکردند. این سریال در مجموع با ۲ فصل و ۲۰ قسمت از ۴ اکتبر ۲۰۲۰ پخش شد و در ۳ اکتبر ۲۰۲۱ به پایان رسید.

#### داستان‌های مردگان متحرک (۲۰۲۲)
در اکتبر ۲۰۲۱، ای‌ام‌سی به‌طور رسمی خبر از پخش یک فصل شش قسمتی از اسپین‌آف جدید خود را در ۱۴ اوت ۲۰۲۲ اعلام کرد. چانینگ پاول، که هم برای مردگان متحرک و هم برای از مردگان متحرک بترسید نویسندگی کرده بود، به عنوان شورانر سریال انتخاب شد. این یک مجموعه آنتولوژی است که داستان سریال در مورد شخصیت‌های جدید و موجود در دنیای مردگان متحرک است.

#### مردگان متحرک: شهر مرده (۲۰۲۳–اکنون)
در مارس ۲۰۲۲، ای‌ام‌سی خبر ساخت و پخش سریالی با عنوان مردگان متحرک: جزیره مردگان را با بازی لورن کوهن و جفری دین مورگان را داد. در اوت ۲۰۲۲، نام این سریال به مردگان متحرک: شهر مرده تغییر داده شد. این سریال شش قسمتی در ۱۸ ژوئن ۲۰۲۳ برای اولین بار پخش شد و بلافاصله پس از پایان، در ژوئیه ۲۰۲۳ برای فصل دوم تمدید شد.

#### مردگان متحرک: دریل دیکسون (۲۰۲۳–اکنون)
مردگان متحرک: دریل دیکسون یک سریال اسپین‌آف است که توسط آنجلا کانگ و اسکات ام. گیمپل در ۱۰ سپتامبر ۲۰۲۳ پخش شد. داستان این سریال در مورد دریل دیکسون است. فیلم‌برداری این پروژه در ۲۴ اکتبر ۲۰۲۲ در پاریس آغاز شد. در ژوئیه ۲۰۲۳، این سریال برای فصل دوم تمدید شد.

#### مردگان متحرک: آن‌هایی که زنده‌اند (۲۰۲۴)
پس از جدایی اندرو لینکلن در نقش ریک گرایمز در طول فصل نهم، گیمپل اظهار داشت که قصد دارند سه فیلم سینمایی در مورد اتفاقات زمانی که ریک ناپدید شده بود، در آینده بسازند که لینکلن در آن نقش‌آفرینی می‌کند. علاوه بر لینکلن، دانای گوریرا و پولیانا مکینتاش نیز قرار بود در این فیلم‌ها بازی کنند. گیمپل در ادامه گفت که در این فیلم‌ها تلاشی برای اقتباس از هیچ‌یک از داستان‌های کمیک نمی‌کنند. این فیلم‌ها قرار بود توسط یونیورسال پیکچرز در سینما اکران شوند. به‌هرحال در کامیک-کان سن دیگو ۲۰۲۲، اعلام شد که این فیلم‌ها اکنون در حال تبدیل شدن به یک مینی سریال شش قسمتی با بازی لینکلن و گوریرا هستند. این سریال پس از وقایع قسمت پنجم فصل نهم و قسمت سیزدهم از فصل دهم اتفاق می‌افتد و «داستان عشقی حماسی دو شخصیت تغییر یافته توسط دنیایی تغییر یافته» را ارائه می‌کند.
فیلم‌برداری سریال در ژانویه ۲۰۲۳ آغاز شد و گوریرا تایید کرد که نویسنده سریال خواهد بود و در کنار گیمپل به عنوان یکی از خالقان این سریال نقش‌آفرینی خواهد کرد. این مجموعه شش قسمتی در سال ۲۰۲۴ پخش شد.